# Stenohippus socotranus
Stenohippus socotranus är en insektsart som först beskrevs av Popov, G.B. 1957.  Stenohippus socotranus ingår i släktet Stenohippus och familjen gräshoppor. Inga underarter finns listade i Catalogue of Life.